# Virginia Luque (Sängerin)

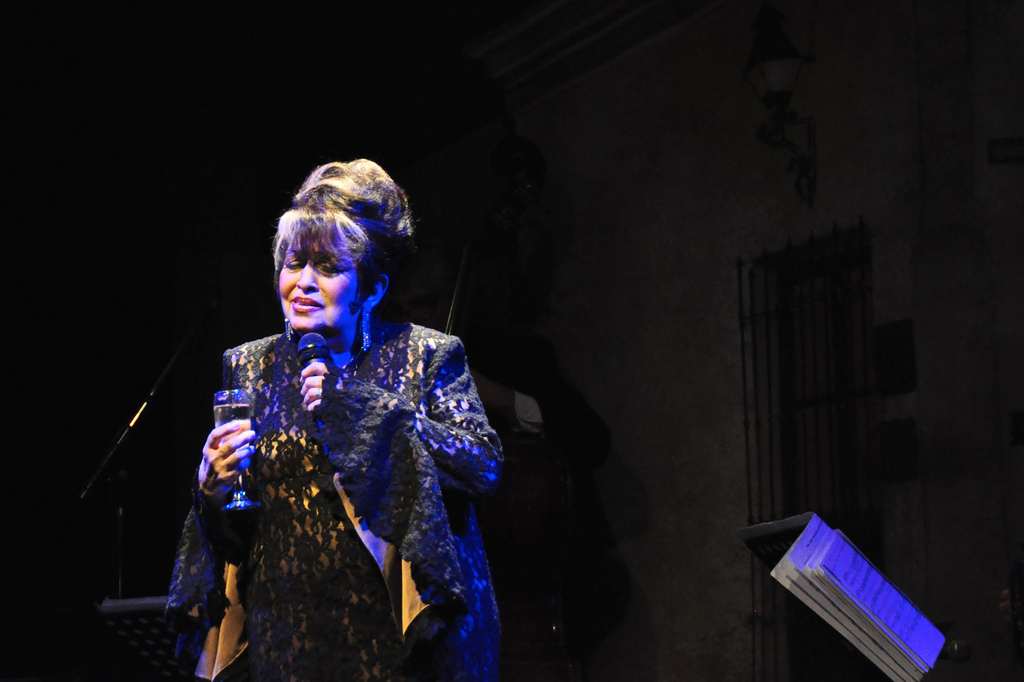
Virginia Luque, in Buenos Aires, 2009

Virginia Luque (Violeta Mabel Domínguez; * 4. Oktober 1927 in Buenos Aires; † 3. Juni 2014) war eine argentinische Tangosängerin und Schauspielerin.

## Leben
Luque gewann zwölfjährig einen Gesangswettbewerb von Radio Belgrano mit spanischen Liedern und begann im darauffolgenden Jahr eine Schauspielausbildung bei Carlos Perelli und Angelina Pagano. Sie trat dann als Schauspielerin im Theater und im Hörfunk als Sängerin auf. Auf Anraten von Francisco Canaro absolvierte sie als Jugendliche noch ein Gesangsstudium. 1943 debütierte sie in Francisco Mugicas Film La guerra la gano yo. Dem Debüt folgten weitere kleine Filmrollen.
1946 sang sie in dem Schauspiel La canción de los barrios Francisco Canaros Tango Si tú me quisieras nach einem Text von Ivo Pelay. 1949 hatte sie in Manuel Romeros Film La historia del tango eine Hauptrolle an der Seite von Juan Carlos Mareco. Mehrere Jahre lebte sie als Film- und Fernsehschauspielerin in der Karibik. In Buenos Aires war sie einer der Star in den Musikrevuen Carlos Petits. Sie unternahm in ihrer Laufbahn mehr als einhundert Tourneen u. a. durch Zentralamerika, die USA, Kuba, Spanien, Kanada und Brasilien. Sie gastierte allein in Japan neunmal und nahm dort ein Album in japanischer Sprache auf.
Ihre ersten Plattenaufnahmen entstanden mit dem Ensemble Argentino Galváns beim Label Pampa. Später wechselte sie zu Microfón und RCA Victor, wo sie 14 LPs u. a.  mit den Orchestern Atilio Stampones, Omar Valentes, Roberto Panseras und Osvaldo Requenas aufnahm. Sie nahm auch drei Platten in spanischer Sprache und eine in Israel auf jiddisch auf. In Zusammenarbeit mit Waldo Belloso entstanden in Paris Vertonungen von Gedichten Alfonsina Stornis.

## Filmografie
- 1943: La guerra la gano yo
- 1944: Se rematan ilusiones
- 1945: Allá en el setenta y tantos
- 1946: El tercer huésped
- 1947: El hombre del sábado
- 1949: Don Juan Tenorio
- 1949: La historia del tango
- 1949: Un tropezón cualquiera da en la vida
- 1950: La balandra Isabel llegó esta tarde (Das Teufelsweib von Santa Margarita)
- 1951: Arriba el telón o el patio de la morocha
- 1951: La vida color de rosa
- 1956: Sangre y acero
- 1957: Que me toquen las golondrinas
- 1958: Del cuplé al tango
- 1966: Vivir es formidable
- 1973: El patio de la Morocha
- 1976: Los chicos crecen
- '1964: Buenas noches, Buenos Aires